# 카시아 (이탈리아)
카시아(이탈리아어: Cascia)는 이탈리아 움브리아주 페루자도에 있는 코무네다.

## 역사
오늘날의 카시아의 지역은 기원전 1세기 경에 지진으로 파괴된 고대 로마인들의 도시인 카르술라이이다. 중세 시대에는 비잔티움 제국, 롬바르드인들에게 약탈되었고, 그 이후에는 트린치 가문의 영지가 되었다. 15세기에 교황령에 포함되었고 1860년 이탈리아의 통일이 이루어질 때까지 교황령의 마을로 남아 있었다.
카시아는 1381년 카시아 내에 있는 프라치오네인 로카포레나(Roccaporena)에서 태어나 1457년에 사망한 성 카시아의 리타의 출생지이기도 하다. 1900년에 그녀의 시성식이 이루어진 후, 넓은 성지가 카시아에 지어졌다.